# Saint-Quentin-la-Chabanne

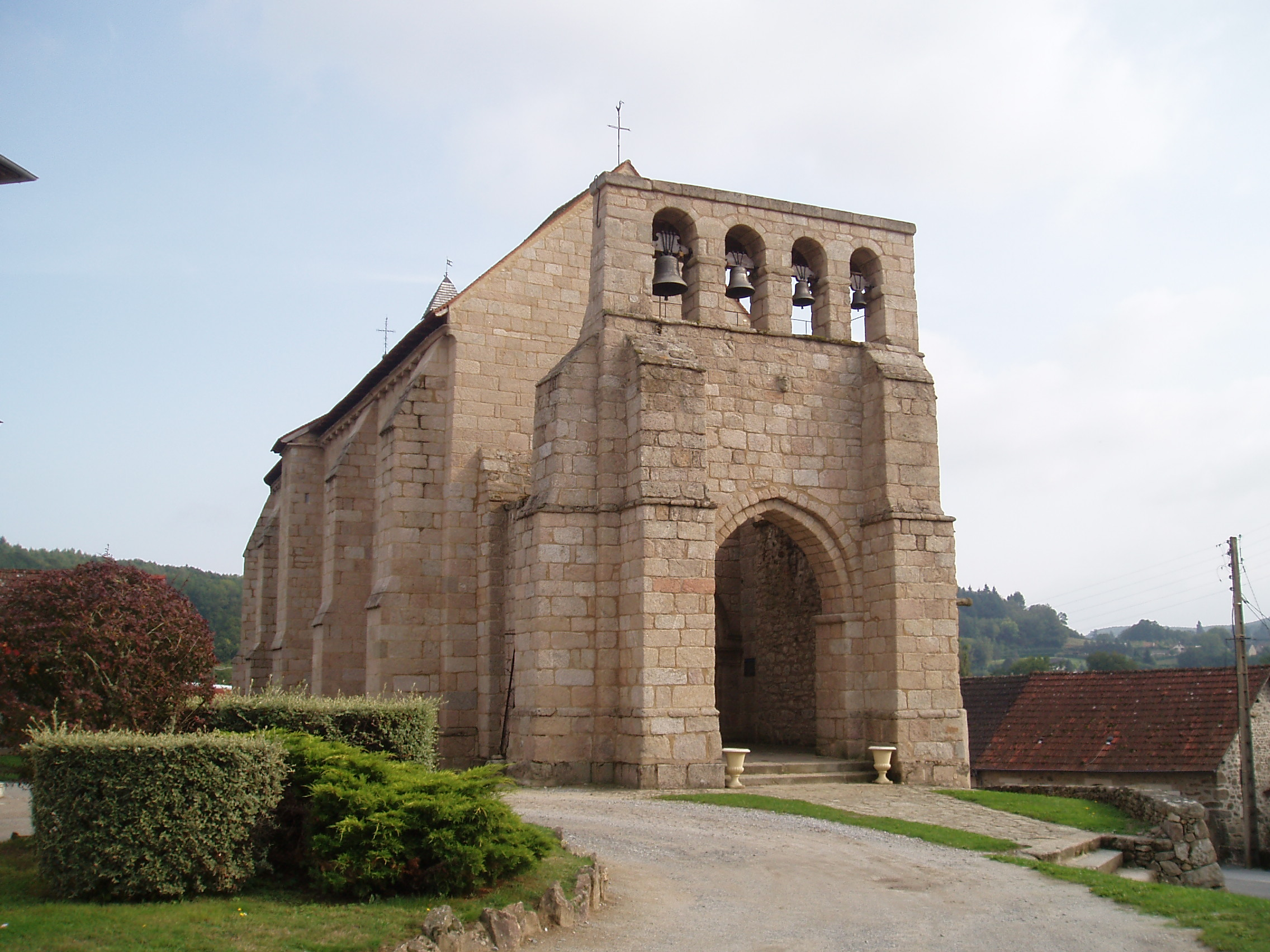
Zabytkowy Kościół św. Kwintyna (2010)

Saint-Quentin-la-Chabanne – miejscowość i gmina we Francji, w regionie Nowa Akwitania, w departamencie Creuse.
Według danych na rok 1990 gminę zamieszkiwały 443 osoby, a gęstość zaludnienia wynosiła 15 osób/km² (wśród 747 gmin Limousin Saint-Quentin-la-Chabanne plasuje się na 276. miejscu pod względem liczby ludności, natomiast pod względem powierzchni na miejscu 175.).

## Populacja

Populacja Saint-Quentin-la-Chabanne w latach 1962–2008